# سام ولش
سام ولش، (به انگلیسی: Sam Walsh) (زاده ۲۷ دسامبر ۱۹۴۹) کارآفرین، بازرگان و مدیر ارشد اجرایی استرالیایی است، که اکنون به‌عنوان مدیر عامل اجرایی شرکت ریو تینتو فعالیت می‌نماید.
ولش ۲۰ سال سابقه مدیریت ارشد در صنعت خودروسازی و در دو شرکت جنرال موتورز و نیسان را، دارا می‌باشد. وی از ۱۹۹۱ به ریو تینتو پیوست و از سال ۲۰۱۳ سکان رهبری این شرکت را در دست گرفت. ریو تینتو هم‌اکنون دومین شرکت استخراج معادن جهان بشمار می‌آید.